# 悪戯天使
『悪戯天使』（いたずらてんし）は、1984年に日本物産（ニチブツ）より発売されたアーケードゲーム。

## 概要
全方向スクロールのアクションゲームで、プレイヤーの天使を操作して、敵の攻撃をかわしながら、ステージ内に散らばっている星を繋げて星座を完成させていくゲーム。全ての星座を完成しステージクリアすると、ボーナスステージが発生し、姫と王子をドッキングさせるイベントが発生する。

## 移植版
| No. | タイトル | 発売日        | 対応機種                      | 開発元   | 発売元     | メディア                              | 備考 |
| --- | -------- | ------------- | ----------------------------- | -------- | ---------- | ------------------------------------- | ---- |
| 1   | 悪戯天使 | 2022年11月4日 | PlayStation 4 Nintendo Switch | ニチブツ | ハムスター | ダウンロード (アーケードアーカイブス) | -    |

PlayStation 4版 / Nintendo Switch版
2022年11月4日よりアーケードアーカイブスの1作品として配信。「こだわり設定」にて一定のスコアを越えた際に残り自機数が増加する原作挙動を再現するかどうか、本来筐体の画面外で描写されている部分も表示するかどうか、といった事の設定が可能。